# Tukani
Tukáni ali pôprovci (znanstveno ime Ramphastidae) so družina ptic iz reda plezalcev, v katero uvrščamo pet rodov s približno 43 vrstami, razširjenimi po vsej Srednji in Južni Ameriki, vključno s Karibi.
Tukani so znani po svojem pisanem perju, predvsem pa ogromnih, čokatih kljunih, ki lahko predstavljajo tudi do polovico telesne dolžine. Kljub velikosti je pisan kljun tukanov izredno lahka, pa vendar trdna struktura. Kljun orjaškega tukana tako predstavlja tretjino telesne dolžine, a samo dvajsetino teže. To omogoča njegova zgradba s keratinom na površini in gobastim omrežjem s kalcijem bogatih beljakovin v sredici.
Tukani so pretežno sadjejedi, le občasno dopolnjujejo svojo prehrano z žuželkami in drugimi členonožci.